# Strategische Kommunikation
Strategische Kommunikation steht für Text- und Medien-gestützte Aktivitäten, mit denen Einzelpersonen, Gruppen oder Organisationen bei ausgewählten Zielgruppen die Verbundenheit mit ihren politischen, ökonomischen, rechtlichen oder anderweitig motivierten Interessen halten oder stärken möchten. Dazu werden vor allem geheim gehaltene, oft aufwändige Strategien eingesetzt. Diese beinhalten den aktuellen und den Ziel-Zustand, sowie die Verfahren und Techniken zur Zielerreichung auch für den Umgang mit politischem Widerstand.
Die Forschung zur strategischen Kommunikation reicht bis in die Antike zurück, sie ist in Recht, Politik, Militär, Medien, Wirtschaft und Wissenschaft anzutreffen.

## Vorgehen und Ziel
Bei strategischer Kommunikation handelt es sich stets um eine Kommunikation der Macht, die keine körperliche Gewalt anwendet, diese jedoch begleiten kann. Stattdessen verwendet sie professionalisierte Methoden wie Slogans, Werbeplakate, Drohungen, Euphemismen oder False-Flag-Aktionen, unter anderem Öffentlichkeitsarbeit, Propaganda, Framing, Rhetorik und Storytelling. Als Methoden werden unter anderem auch Täuschung mittels Lüge, Geheimhaltung und Verstellung, „Irrtum“ oder Betrug eingesetzt. Ziel ist die Schaffung neuer Perspektiven bei der Zielgruppe, um ihr ein Thema als normal oder verwerflich erscheinen zu lassen oder den Gegner zu verleumden. Damit sollen je nach Zielsetzung Handlungen bei der Zielgruppe verstärkt oder unterbunden werden.

## Themenfelder

### Politik
Zur Durchsetzung eigener Positionen und Ideologien wird in der Politik auf strategische Kommunikation zurückgegriffen, um Deutungshoheit zu gewinnen, Mehrheiten zu erzielen, oder den Gegner zu delegitimieren. Die Politik ist dafür eines der ältesten Handlungsfelder, bei Wahlkampf wie Agenda Setting, eingebettet in Online-Campaigning, Unterhaltungsangebote und „policy placement“ bis hin zu Manipulation und Paternalismus. Im Auswärtigen Dienst der EU ist für strategische Kommunikation die East StratCom Task Force zuständig.

### Militär
Zur Maximierung der Kampfbereitschaft wird strategische Kommunikation nach innen für die Übereinstimmung und Treue der eigenen Bevölkerung und Partner eingesetzt, so mit dem Begriff der „Demokratisierung“ als Beschönigung zur Rechtfertigung von Angriffskriegen. Nach außen wird Kampfbereitschaft und Schlagkraft dargestellt, offensiv wie defensiv. Offiziell beauftragt sind damit Organisationen wie das NATO Strategic Communication Center of Excellence.

### Massenmedien
In den Medien dient strategische Kommunikation der Durchsetzung von Deutungshoheiten wie der Optimierung der Ökonomie der Aufmerksamkeit.

### Wirtschaft
In der Wirtschaft wird strategische Kommunikation zur Gewinnmaximierung breit und spezialisiert eingesetzt, innerhalb des Unternehmens wie nach außen, unter anderem mit Öffentlichkeitsarbeit, Werbung oder Lobbyismus.